# Opuštanje kože očnog kapka
Opuštanje kože očnog kapka ili blefarohalazija (MKB-10 H02.3, lat. blepharochalasis) je upala očnog kapka koja se karakteriše egzacerbacijama i remisijama edema kapka, što dovodi do rastezanja i sekundarne atrofije njegovog tkiva. Karakteristično se javlja samo na gornjim očnim kapcima. Promene mogu biti jednostrane ili obostrane. Kod blefarohalazije koža kapka postaje mlitava i u obliku je suvišnih nabora koji padaju preko ivice očnog kapka.

## Relevantna anatomija očnih kapaka
Koža očnog kapka je izuzetno tanka i rastegljiva, što može povećati ranjivost na daljnje prorjeđivanje i nabiranje nakon epizode teškog edema. Levator aponeuroza, tendinozni nastavak m. levator palpebrae superioris, vezuje se za prednju površinu tarzusa u gornjem kapku. Ova struktura se može podjednako podvrgnuti istanjivanju i istezanju tokom edematoznih napada, što dovodi do aponeurotične gornje blefaroptoze. Isto tako, istezanje orbitalnog septuma može za sobom ostaviti prolaps tkiva (uključujući orbitalnu mast i suznu žlezdu).

## Epidemiologija
Opuštanje kože očnog kapka se mnogo češće javlja kod mlađih negoli starijih osoba.

## Etiologija
Bolest je u većini slučajeva idiopatska — i za sada nepoznatog uzroka. 
Sistemska oboljenja koja su povezana sa ovim stanjem su:
- bubrežna agenezija,
- abnormalnosti kičmenog stuba i
- kongenitalna srčana oboljenja.

## Patofiziologija
Opuštanje kože očnog kapka nastaje zbog ponavljajućih i bezbolnih oticanja očnih kapaka, koja traju nekoliko dana. Smatra se da je to oblik lokalizovanog angioedema, ili brzog nakupljanja tečnosti u tkivu.
Ponavljajuće epizode uzrokuju istanjivanje i atrofiju kože kapka, dok oštećenja gornjeg mišića kapka (m. levatora palpebrae superioris) uzrokuje ptozu ili spuštanje kapka, jer mišić kapka više ne može držati kapak podignutim.

## Diferencijalna dijagnoza
Dermatohalaza se katkad može zameniti sa blefarohalazom, jer su slične bolesti, ali i dva različita stanja.

## Terapija
Medikamntna terapija
Sistemski steroidi, topikalni steroidi, antihistamini i antiinflamatorni agensi nisu dokazali da menjaju tok bolesti ili ublažavaju simptome povezane s akutnim epizodama opuštanje kože očnog kapka.
Hirurška terapija
Terapija je u načelu hirurška, i izvodi je plastični hirurg primenom jedne od sledećih tehnika: 
- depresije levatorа aponeuroze,
- blefaroplastika,
- zatezanje očnih kapaka,
- lateralna kantoplastika ili ponovno spajanje kantalskih tetiva,
- transplacija sopstvenog masnog tkiva.

Ove tehnike koriste se za korekciju atrofične blefarohalazije kada je bolest uznapredovala.
Budući da se hirurške intervencije ne mogu pozabaviti osnovnom patofiziologijom bolesti, mnoge komplikacije kao što su ptoza i opuštena koža kapka mogu se ponoviti nakon hirurške korekcije. Ovo je posebno slučaj ako su pacijenti operisani pre nego što je bolest postala mirna.
Neki izveštaji su dokumentovali ponavljanje ptoze nakon samo nekoliko godina kod bolesnika koji su podvrgnuti hirurškoj korekciji početkom druge decenije
Američko udruženje oftalmologa preporučuje da hirurzi odlažu ove intervencije dok pacijent ne bude oslobođen bljeska u trajanju od 6 meseci do godinu dana. Ove pacijente treba upoznati na odgovarajući način, tako da oni shvate ograničene mogućnosti operacije i potencijalne potrebe za dodatnim operacije u budućnosti.

## Komplikacije
Komplikacije poput oopuštanje kože očnog kapka mogu uključivati hiperemiju konjuktive (preterani protok krvi kroz meka tkiva orbite), hemozu, entropijum, ektropijum i ptozu.

## Literatura
- Lazaridou, M. N.;  . (2007). „Oral acetazolamide: A treatment option for blepharochalasis?”. Clinical Ophthalmology. 1 (3): 331—333. PMC 2701122 . PMID 19668490..
- Mercy P, Ghorpade A, Das M, Soud A, Agrawal S, Kumar A (2009). „Blepharochalasis”. Indijski J Dermatol Venereol Leprol. 75 (2): 197—9. PMID 19293520. doi:10.4103/0378-6323.48680 .
- Fuchs E. (1896). „Ueber Blepharochalasis (Erchlaffung der Lidhaut)”. Wien Klin Wochenschr. 9: 109—10..
- Koursh, D. M.; Modjtahedi, S. P.; Selva, D.; Leibovitch, I. (2009). „The blepharochalasis syndrome”. Surv Ophthalmol. 54 (2): 235—44. PMID 19298902. doi:10.1016/j.survophthal.2008.12.005.
- Mercy P, Ghorpade A, Das M, Soud A, Agrawal S, Kumar A (2009). „Blepharochalasis”. Indian Journal of Dermatology, Venereology and Leprology. 75 (2): 197—9. PMID 19293520. doi:10.4103/0378-6323.48680 .
- Brar, B. K.; Puri, N. (јануар 2008). „Blepharochalasis--a rare entity”. Dermatol Online J. 14 (1): 8. PMID 18319025. doi:10.5070/D314G254JD.
- Benedict, W. L. (1926). „Blepharochalasis”. JAMA. 87 (21): 87—9. doi:10.1001/jama.1926.02680210041013..
- Panneton, P. (1936). „Memoire sur le blepharochalasis: a propos de 51 cas dans une meme famille”. Union Med Can. 65: 725—49..
- Wang, G.; Li, C.; Gao T. (април 2009). „Blepharochalasis: a rare condition misdiagnosed as recurrent angioedema”. Arch Dermatol. 145 (4): 498—9. PMID 19380685. doi:10.1001/archdermatol.2009.19.
- Kaneoya K, Momota Y, Hatamochi A, Matsumoto F, Arima Y, Miyachi Y;  . (јануар 2005). „Elastin gene expression in blepharochalasis”. J Dermatol. 32 (1): 26—9. PMID 15841657. doi:10.1111/j.1346-8138.2005.tb00709.x.
- Barnett, Michael L.; Bosshardt, Lowell L.; Morgan, Albert F. (новембар 1972). „Double lip and double lip with blepharochalasis (Ascher's syndrome)”. Oral Surgery, Oral Medicine, Oral Pathology. 34 (5): 727—33. PMID 4507440. doi:10.1016/0030-4220(72)90290-3.
- Bartley, G. B.; Gibson, L. E. (јун 1992). „Blepharochalasis associated with dermatomyositis and acute lymphocytic leukemia”. American Journal of Ophthalmology. 113 (6): 727—8. PMID 1598975. doi:10.1016/S0002-9394(14)74811-1..
- Beard C. Ptosis. St. Louis: Mosby; 1981.
- Bergin, D. J.; McCord, C. D.; Berger, T.; Friedberg, H.; Waterhouse, W. (новембар 1988). „Blepharochalasis”. The British Journal of Ophthalmology. 72 (11): 863—7. PMC 1041607 . PMID 3207663. doi:10.1136/bjo.72.11.863.
- Botella-Estrada, R.; Martinez-Aparicio, A.; de la Cuadra, J.; Aliaga, A. (1992). „Unilateral blepharochalasis”. Annales de Dermatologie et de Venereologie. 119 (2): 119—21. PMID 1605507.
- Collin JR. (1991). „Blepharochalasis. A review of 30 cases”. Ophthal Plastic and Reconstructive Surgery. 7 (3): 153—7. PMID 1911519. doi:10.1097/00002341-199109000-00001.
- Collin, J. R.; Beard, C.; Stern, W. H.; Schoengarth, D. (август 1979). „Blepharochalasis”. The British Journal of Ophthalmology. 63 (8): 542—6. PMC 1043545 . PMID 476029. doi:10.1136/bjo.63.8.542.
- Custer, P. L.; Tenzel, R. R.; Kowalczyk, A. P. (април 1985). „Blepharochalasis syndrome”. American Journal of Ophthalmology. 99 (4): 424—8. PMID 3985080. doi:10.1016/0002-9394(85)90009-1.
- Dózsa A, Károlyi ZS, Degrell P. (новембар 2005). „Bilateral blepharochalasis”. J Eur Acad Dermatol Venereol. 19 (6): 725—8. PMID 16268879. doi:10.1111/j.1468-3083.2005.01252.x.
- Esmaeli B, Prieto VG, Butler CE, Kim SK, Ahmadi MA, Kantarjian HM;  . (август 2002). „Severe periorbital edema secondary to STI571 (Gleevec)”. Cancer. 95 (4): 881—7. PMID 12209733. doi:10.1002/cncr.10729.
- Finney, J. L.; Peterson, H. D. (мај 1984). „Blepharochalasis after a bee sting”. Plastic and Reconstructive Surgery. 73 (5): 830—2. PMID 6718584. doi:10.1097/00006534-198405000-00021.
- Garcia-Ortega P, Mascaro F, Corominas M, Carreras M (новембар 2003). „Blepharochalasis misdiagnosed as allergic recurrent angioedema”. Allergy. 58 (11): 1197—8. PMID 14616136. doi:10.1046/j.0105-4538.2003.00317.x.
- Ghose, S.; Kalra, B. R.; Dayal, Y. (август 1984). „Blepharochalasis with multiple system involvement”. Br J Ophthalmol. 68 (8): 529—32. PMC 1040406 . PMID 6743619. doi:10.1136/bjo.68.8.529.
- Grassegger, A.; Romani, N.; Fritsch, P.; Smolle, J.; Hintner, H. (новембар 1996). „Immunoglobulin A (IgA) deposits in lesional skin of a patient with blepharochalasis”. British Journal of Dermatology. 135 (5): 791—5. PMID 8977684. doi:10.1046/j.1365-2133.1996.d01-1081.x.
- Langley, K. E.; Patrinely, J. R.; Anderson, R. L.; Thiese, S. M. (август 1987). „Unilateral blepharochalasis”. Ophthalmic Surg. 18 (8): 594—8. PMID 3658315.
- Randolph, R. L. (1916). „A Case of Blepharochalasis-A Variety of Dermatolysis”. Trans Am Ophthalmol Soc. 14 (Pt 2): 518—9. PMC 1318066 . PMID 16692370.
- Shorr, N.; Christenbury, J. D.; Goldberg, R. A. (1988). „Free autogenous "pearl fat" grafts to the eyelids”. Ophthal Plastic and Reconstructive Surgery. 4 (1): 37—40. PMID 3154715. doi:10.1097/00002341-198801130-00006.
- Smith, B.; Petrelli, R. (јануар 1978). „Surgical repair of prolapsed lacrimal glands”. Archives of Ophthalmology. 96 (1): 113—4. PMID 623540. doi:10.1001/archopht.1978.03910050069017.
- Stieren, E. (1914). „Blepharochalasis-Report of Two Cases”. Trans Am Ophthalmol Soc. 13 (Pt 3): 713—9. PMC 1322823 . PMID 16692317.
- Motegi, Sei-Ichiro; Uchiyama, Akihiko; Yamada, Kazuya; Ogino, Sachiko; Takeuchi, Yuko; Ishikawa, Osamu (2014). „Blepharochalasis: possibly associated with matrix metalloproteinases”. J Dermatol. 6 (41): 536—8. PMID 24815765. doi:10.1111/1346-8138.12503.

## Spoljašnje veze
- Blepharochalasis Syndrome — American Academy of Ophthalmology 2019 (језик: енглески)

|  | Molimo Vas, obratite pažnju na važno upozorenje u vezi sa temama iz oblasti medicine (zdravlja). |